# Przygody na Kithirze
Przygody na Kithirze (Adventures on Kythera, 1991–1992) – australijski miniserial przygodowy dla dzieci, zrealizowany w roku 1989. Składał się z 13, półgodzinnych odcinków. W Polsce emitowany na początku lat 90.
Serial opowiada o przygodach pięciorga dzieci na greckiej wyspie – Kíthira.

## Obsada
| Rola      | Aktor              |
| --------- | ------------------ |
| Vincent   | Richard Aspel      |
| Zenton    | Zenton Chorny      |
| Tik       | Rebekah Elmaloglou |
| Molly     | Amelia Frid        |
| Philippas | Tassos Ioannides   |
| Johny     | George Lekkas      |
| Spike     | Garry Perazzo      |

## Ekipa
- Reżyseria – John Tatoulis
- Scenariusz – Deborah Parsons
- Muzyka – Tassos Ioannides
- Zdjęcia – Peter Zakharov
- Produkcja – John Tatoulis, Tassos Ioannides, Colin South